# Actinomycetota
Phylum
Synonymes
- Actinobacteria (ex Margulis 1974) Cavalier-Smith 2020
- Actinobacteriota Whitman et al. 2018
- Actinobacteraeota Oren et al. 2015
- Actinobacteria Goodfellow 2012

Les Actinomycetota (anc. Actinobacteria) sont un phylum du règne des Bacillati au sein du domaine Bacteria. Son nom provient de Actinomyces qui est le genre type de cet phylum.

## Taxonomie
Ce phylum est proposé dès 2012 par M. Goodfellow (en) dans la deuxième édition du Bergey's Manual of Systematic Bacteriology sous le nom de « Actinobacteria ». Ce n'est qu'en 2021 qu'il est publié de manière valide par Oren et Garrity après un renommage conforme au code de nomenclature bactérienne (le nom du phylum devant être dérivé de celui de son genre type, en l'occurrence Actinomyces, par adjonction du suffixe -ota conformément à une décision de l'ICSP en 2021).

## Liste de classes
Selon la LPSN (12 avril 2025) ce phylum contient six classes publiées de manière valide :
- Acidimicrobiia Norris 2013
- Actinomycetes Krassilnikov 1949
- Coriobacteriia König 2013
- Nitriliruptoria Ludwig et al. 2013
- Rubrobacteria Suzuki 2013
- Thermoleophilia Suzuki & Whitman 2013

### "Candidatus"
Selon la LPSN (12 avril 2025), trois classes candidatus ont été décrites mais leur nom est invalide car elles n'ont pas été publiées de manière conforme au Code International de Nomenclature Bactérienne :
- « Ca. Aquicultoria » Jiao et al. 2021
- « Ca. Geothermincolia » Jiao et al. 2021
- « Ca. Humimicrobiia » Jiao et al. 2021